# Matt Corby
Matt Corby (* 7. November 1990 in Sydney) ist ein australischer Singer-Songwriter. Bekannt wurde er durch seine Teilnahme an der Castingshow Australian Idol, bei der er 2007 Zweiter wurde. Er wird den Genres Folk und Indie zugeordnet.

## Biografie

### Kindheit und Australian Idol
Matt Corby wurde in Sydney geboren und wuchs im Vorort Oyster Bay auf. Er wurde schon früh von Gospelmusik aus der Kirche beeinflusst und tourte selber mit einer Kirchenband. 2007 nahm er als 16-Jähriger an der australischen Castingshow Australian Idol teil und erreichte das Finale. Dort sang er den Siegersong Here I Am, unterlag jedoch Natalie Gauci und wurde somit Zweiter. Nach der Show nahm Corby an der Gewinnertour von Natalie Gauci teil und hatte dabei eigene Auftritte.

### Die ersten drei EPs
Das Plattenlabel Sony BMG überlegte mit Corby einen Vertrag zu unterzeichnen, entschied sich aber, dem noch sehr jungen Corby Zeit zu geben, um sich zu überlegen, ob er den Vertrag abschließen wolle. Er entschied sich gegen Sony BMG und veröffentlichte 2009 seine Debüt-EP Song for… beim Label Scorpio Music.
Im selben Jahr ließ er sich für eine Zeit in London nieder. Hier spielte er kleine Shows und traf sich mit dem Label Communion, bei dem bekannte Künstler wie zum Beispiel Ben Howard oder Michael Kiwanuka unter Vertrag stehen und dessen Gründer Ben Lovett, Mitglied der britischen Folk-Rock-Band Mumford & Sons ist. Corbys zweite EP My False wurde von Communion herausgegeben. In London eignete er sich das Songwriting an und nahm die dritte EP Transition to Colour auf, welche im Herbst 2010, ebenfalls durch das Communion-Label veröffentlicht wurde. Bevor er nach Australien zurückkehrte, gab er zahlreiche Live-Shows in London und trat beim South by Southwest-Festival in Austin auf.
2011 unterstützte er die britische Band Elbow auf einer nationalen Tour. Außerdem beteiligte er sich mit Songs an Alben von internationalen Künstlern wie Julia Stone und Passenger.

### Into the Flame und Resolution
Am 11. November 2011 wurde Corbys vierte EP Into the Flame veröffentlicht. Mit dieser EP schaffte er es zum ersten Mal in die australischen Charts. Die höchste Platzierung, die Into the Flame erreichen konnte, war Rang 3. Es wurde seine erfolgreichste Veröffentlichung, die siebenmal mit Platin ausgezeichnet wurde. Das Lied Brother wurde bei den ARIA Music Awards zum besten Song des Jahres gekürt. Brother fand auch international Aufmerksamkeit und stieg unter anderem in die niederländischen Charts ein.
2012 tourte Corby durch die Vereinigten Staaten und Großbritannien.
Im Frühjahr 2013 hielt sich Corby mehrere Monate in Los Angeles auf, um an neuen Tracks zu arbeiten. Nach eineinhalb Jahren Pause kam schließlich im Juli 2013 Corbys fünfte EP Resolution auf den Markt. Die gleichnamige Single erreichte in der australischen Hitliste den fünften Platz und wurde fünfmal mit Platin ausgezeichnet. Außerdem bekam Corby dafür zum zweiten Mal in Folge den ARIA Award für den Song des Jahres. Auf der Resolution-Tour trat Corby im Oktober 2013 in mehreren australischen und neuseeländischen Großstädten auf.

## Diskografie
Alben
- 2016: Telluric
- 2018: Rainbow Valley

EPs
- 2009: Song for...
- 2010: My False
- 2010: Transition to Colour
- 2011: Into the Flame
- 2013: Resolution

Lieder
- 2009: Letters
- 2010: My False
- 2010: Made of Stone
- 2011: Brother (NZ: Platin)
- 2013: Resolution
- 2015: Monday
- 2016: Miracle Love (AU: ×3Dreifachplatin , NZ: Platin)
- 2018: All Fired Up (AU: Gold)
- 2018: No Ordinary Life (AU: Gold)
- 2019: Talk it Out (mit Tash Sultana, AU: Platin)

## Sonstiges
In der US-Serie The Blacklist wurde der Song „Made of Stone“ in voller Länge für die Schlussszenen der vierten Folge der ersten Staffel, „The Stewmaker“ (dt. Stanley R. Kornish) verwendet.
In der US-Serie ‚Parenthood‘, Staffel 6, Folge 9, gibt sein Song ‚Winter‘ der Szene, als Joel und Julia die Scheidungspapiere unterschreiben wollen und sich endlich wieder finden, die volle emotionale Tiefe. 